# Distrito electoral de Pulaski (Illinois)
Pulaski (en inglés: Pulaski Precinct) es un distrito electoral ubicado en el condado de Pulaski en el estado estadounidense de Illinois. En el Censo de 2010 tenía una población de 438 habitantes y una densidad poblacional de 7,17 personas por km².

## Geografía
Pulaski se encuentra ubicado en las coordenadas 37°12′49″N 89°12′6″O / 37.21361, -89.20167. Según la Oficina del Censo de los Estados Unidos, Pulaski tiene una superficie total de 61.08 km², de la cual 60.8 km² corresponden a tierra firme y (0.45%) 0.27 km² es agua.

## Demografía
Según el censo de 2010, había 438 personas residiendo en Pulaski. La densidad de población era de 7,17 hab./km². De los 438 habitantes, Pulaski estaba compuesto por el 46.35% blancos, el 48.63% eran afroamericanos, el 0.46% eran amerindios, el 0.23% eran asiáticos, el 0% eran isleños del Pacífico, el 1.14% eran de otras razas y el 3.2% pertenecían a dos o más razas. Del total de la población el 0.23% eran hispanos o latinos de cualquier raza.